# 1839 na literatura

## Nascimentos
| Data           | Nome                      | Profissão         | Nacionalidade | Observações | Ref |
| -------------- | ------------------------- | ----------------- | ------------- | ----------- | --- |
| 4 de Janeiro   | Casimiro de Abreu         | escritor          | Brasil        | m. 1860     |     |
| 16 de Março    | Sully Prudhomme           | escritor          | França        | m. 1907     |     |
| 7 de Junho     | Tobias Barreto de Meneses | escritor          | Brasil        | m. 1889     |     |
| 21 de Junho    | Machado de Assis          | escritor          | Brasil        | m. 1908     |     |
| 14 de Novembro | Júlio Dinis               | médico e escritor | Portugal      | m. 1871     |     |

## Mortes
| Data | Nome | Profissão | Nacionalidade | Observações | Ref |
| ---- | ---- | --------- | ------------- | ----------- | --- |